# Prima Lega 1985-1986 (calcio femminile)
La Prima Lega 1985-1986, campionato svizzero femminile di calcio di prima serie, si concluse con la vittoria del DFC Bern.

## Classifica
Fonte:
|  | Pos. | Squadra           | Pt | G  | V  | N | P  | GF | GS | DR  |
|  | ---- | ----------------- | -- | -- | -- | - | -- | -- | -- | --- |
|  | 1.   | Berna             | 34 | 18 | 17 | 0 | 1  | 64 | 19 | +45 |
|  | 2.   | Seebach           | 33 | 18 | 16 | 1 | 1  | 95 | 21 | +74 |
|  | 3.   | Rapid Lugano      | 19 | 18 | 8  | 3 | 7  | 37 | 29 | +8  |
|  | 4.   | Veltheim          | 16 | 18 | 6  | 4 | 8  | 33 | 44 | -11 |
|  | 5.   | Blue Stars Zurigo | 16 | 18 | 7  | 2 | 9  | 40 | 40 | 0   |
|  | 6.   | Sursee            | 15 | 18 | 6  | 3 | 9  | 31 | 55 | -24 |
|  | 7.   | San Gallo         | 14 | 18 | 4  | 6 | 8  | 36 | 60 | -24 |
|  | 8.   | Weinfelden        | 13 | 18 | 5  | 3 | 10 | 22 | 36 | -14 |
|  | 9.   | Rudolfstetten     | 13 | 18 | 5  | 3 | 10 | 28 | 46 | -18 |
|  | 10.  | Sciaffusa         | 7  | 18 | 3  | 1 | 14 | 13 | 49 | -36 |

Legenda:
      Campione di Svizzera.
 Salvo dopo spareggio retrocessione.
      Relegate in 2ª Lega.
Regolamento:
Due punti a vittoria, uno a pareggio, zero a sconfitta.